# Hassan bin Talal
Hassan bin Talal (in in arabo الحسن بن طلال‎?; Amman, 20 marzo 1947) è un principe giordano.
Ha ricoperto la carica di principe ereditario dal 1965 al 1999, periodo in cui è stato il più fidato consigliere, e a volte sostituto, del fratello Husayn. Attivo in questioni umanitarie, è particolarmente impegnato nel dialogo interreligioso, con specifico riguardo alle tre religioni abramitiche.

## Biografia

### Istruzione e matrimonio

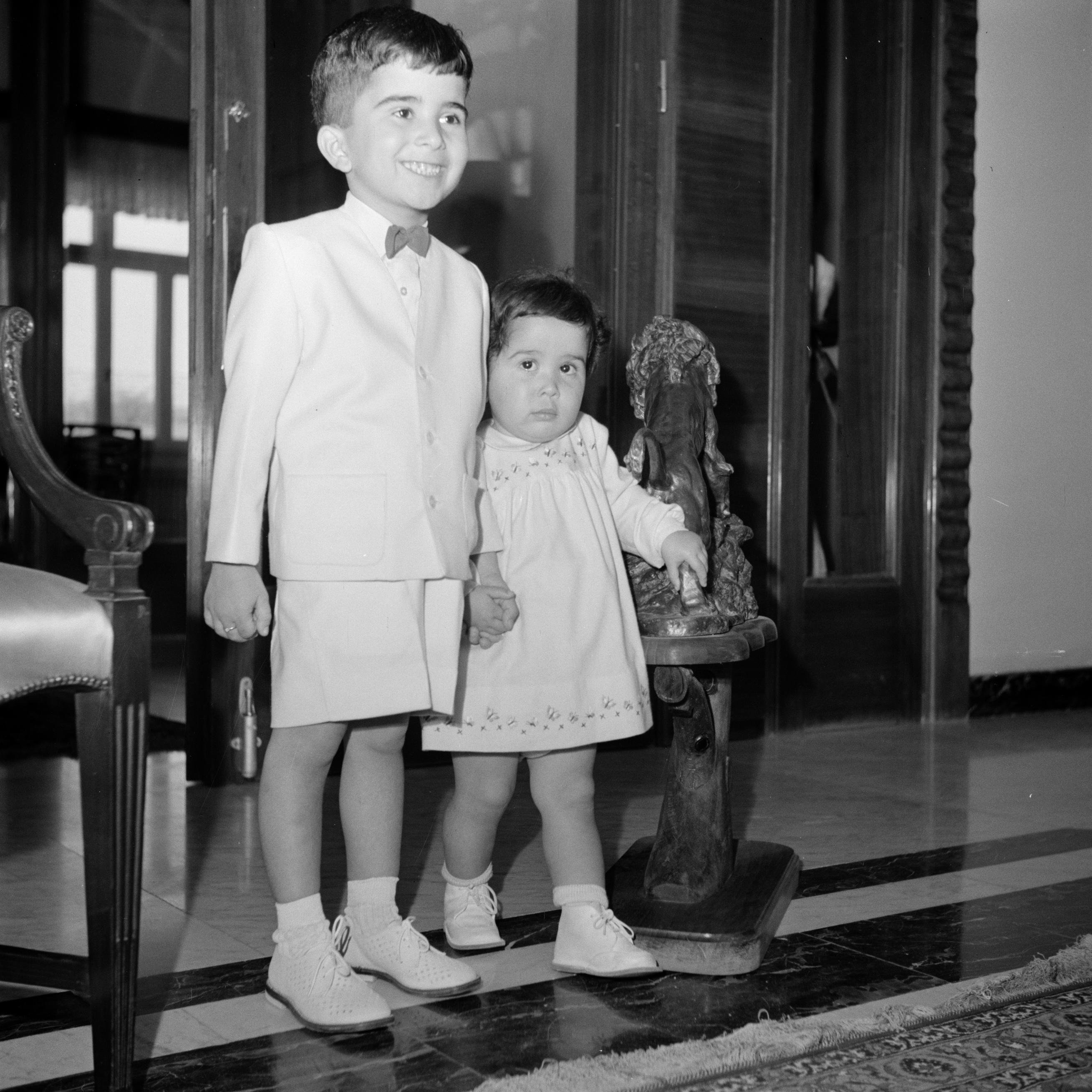
Il principe Hassan con la sorella, la principessa Basma, nel 1952

Il principe Hassan è nato il 20 marzo 1947, quarto figlio di Talal e di Zein al-Sharaf. Ha svolto i suoi primi studi ad Amman per lo più privatamente, per poi entrare nella scuola preparatoria inglese Summer Fields. Nel 1963 passò alla Harrow School, dove alloggiò nella Park House, e in seguito studiò al Christ Church College di Oxford, dove si laureò con un Bachelor of Arts Honours in Studi Orientali nel 1967. In seguito ottenne un Master of Arts in scienze orientali.
Oltre all'arabo, è in grado di parlare fluentemente in inglese e francese. Ha delle conoscenze di tedesco, spagnolo, turco e ha studiato l'ebraico biblico nel periodo universitario. Il 28 agosto 1968 a Karachi, in Pakistan, sposò Sarvath Ikramullah, figlia di Mohammed Ikramullah e di Shaista Suhrawardy.

### Principe ereditario
Nel 1965, in un clima di incertezza politica, fu dichiarato principe ereditario dal fratello Husayn, che lasciò intendere come motivo della nomina la minore età dei propri figli. In veste di erede al trono operò in molteplici ambiti di rilevanza nazionale, in particolare nella riforma educativa e nello sviluppo economico.
In linea con questi obiettivi, fondò in Giordania la Royal Society of Sciences nel 1971 e l'High Council for Science and Technology nel 1987.

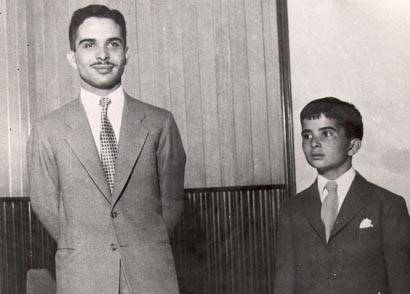
Re Husayn e il principe Hassan, 1960

Tra le altre attività svolte in questo ruolo vi furono la rappresentanza del suo Paese di fronte a capi di Stato e di Governo e l'esercizio della reggenza del Regno nei periodi in cui il fratello era fuori dalla Giordania, per viaggi di Stato o soggiorni all'estero. Uno dei primi incarichi svolti in tale funzione avvenne nel 1967, quando, al posto del sovrano, presiedette l'apertura del Parlamento. Nel 1994 partecipò ai negoziati di pace tra Giordania e Israele.
Nel 1992 al re Husayn fu diagnosticato un cancro e nel 1998, mentre era negli Stati Uniti d'America per ricevere trattamenti medici, Hassan fu nominato suo vice per decreto reale, senza però le facoltà di fare dichiarazioni di guerra, firmare trattati o destituire il Governo e il Parlamento. Al ritorno del fratello dopo sei mesi di cure, verso la fine dell'anno, Hassan venne accusato di aver abusato del potere concessogli nella gestione degli affari interni. Inaspettatamente, il 24 gennaio 1999, il re trasferì il suo titolo di principe ereditario al figlio Abd Allah.

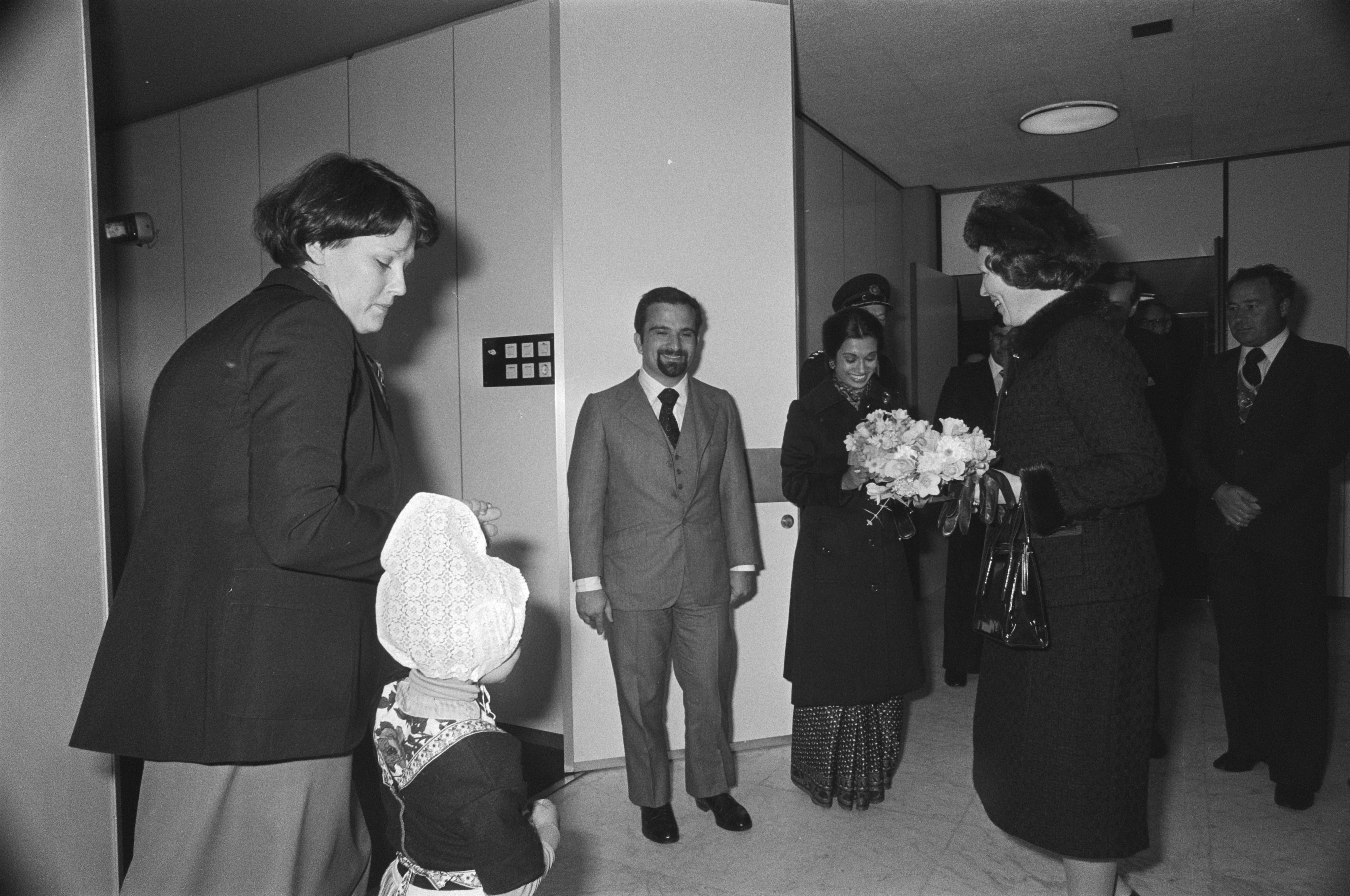
Il principe ereditario Hassan in vista di Stato nei Paesi Bassi, 1977

Dopo due settimane re Husayn morì e Hassan venne allontanato ancor di più dall'ambiente politico.

### Attività
In Giordania ha guidato i comitati dei piani di sviluppo 1973-1975, 1976-1980, 1981-1985 e 1986-1990.
Ha fondato la Conferenza Bilad Al-Sham (1978), che si tiene con cadenza annuale, la Fondazione Al Al-Bait (1980), l'Accademia Scientifica Islamica, le Conferenze Triennali sulla Storia e l'Archeologia della Giordania, l'Agenzia per l'Aiuto e il Soccorso Hashemita, il Centro per lo Sviluppo Educativo, l'Istituto per la Diplomazia, l'Università Al al-Bait di Mafraq, il West Asia-North Africa Institute (2009) e il Centro di Sicurezza Regionale della Giordania.
A sostegno del mondo giovanile ha fondato nel 1982 il Forum Humanum (dal 1988 Arab Youth Forum) e nel 1984 il Crown Prince Award (dal 1999 El Hassan Youth Award).

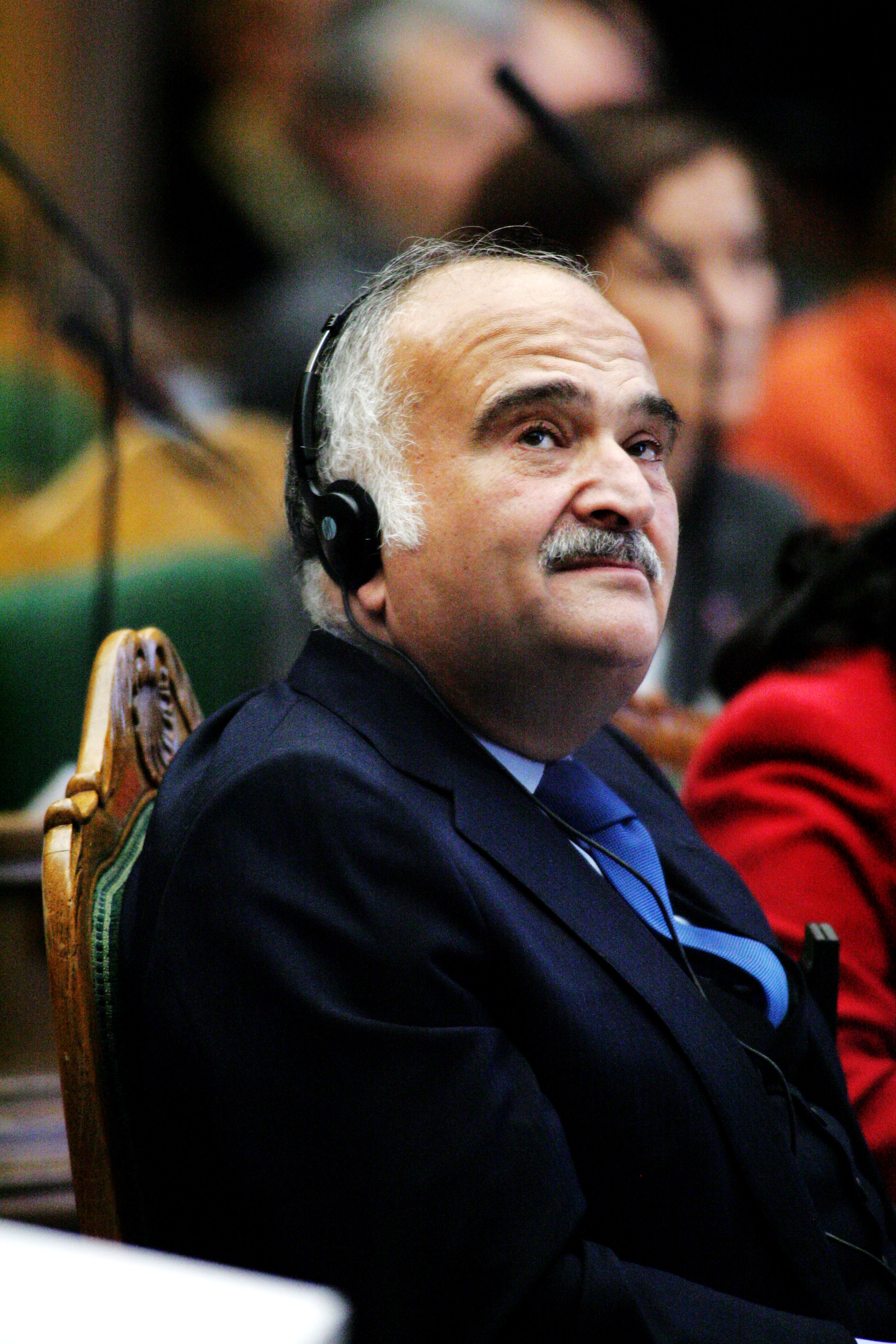
Il principe Hassan nel 2006 a una sessione del Consiglio nordico

Nel 1981, alla 36ª sessione dell'Assemblea generale delle Nazioni Unite, propose l'istituzione del Nuovo Ordine Umanitario Internazionale (adottato nel 2005 al summit mondiale delle Nazioni Unite), il cui scopo era rivendicare la responsabilità del Consiglio di sicurezza di difendere le popolazioni vulnerabili. Inoltre, la sua proposta portò il Segretario generale Kurt Waldheim a chiedergli di co-presiedere la Commissione Indipendente sulle Questioni Umanitarie Internazionali (ICIHI), nel 1983.
Nel 1999 venne eletto presidente della Commissione Consultiva Politica dell'Organizzazione mondiale per la proprietà intellettuale (OMPI), carica che ricoprì fino al 2002. Nel 2000, agli Stati membri dell'OMPI, presentò la Dichiarazione Mondiale sulla Proprietà Intellettuale, sottolineando strategie per migliorare la cooperazione globale nello sviluppo della proprietà intellettuale e l'importanza storica di quest'ultima per il progresso sociale.
Nel novembre 1999 divenne presidente del CdA del Centro per gli Studi sulla Pace e la Risoluzione dei Conflitti dell'Università dell'Oklahoma. Dal 1999 al 2007 è stato presidente del Club di Roma e nel 2001 entrò a far parte del Committee of Notables dell'Istituto Europeo del Mediterraneo. È stato attivo nell'Alto commissariato delle Nazioni Unite per i rifugiati, in qualità di membro del Gruppo Consultivo Informale, e nell'International Crisis Group, come membro del Comitato Esecutivo e Fiduciario.

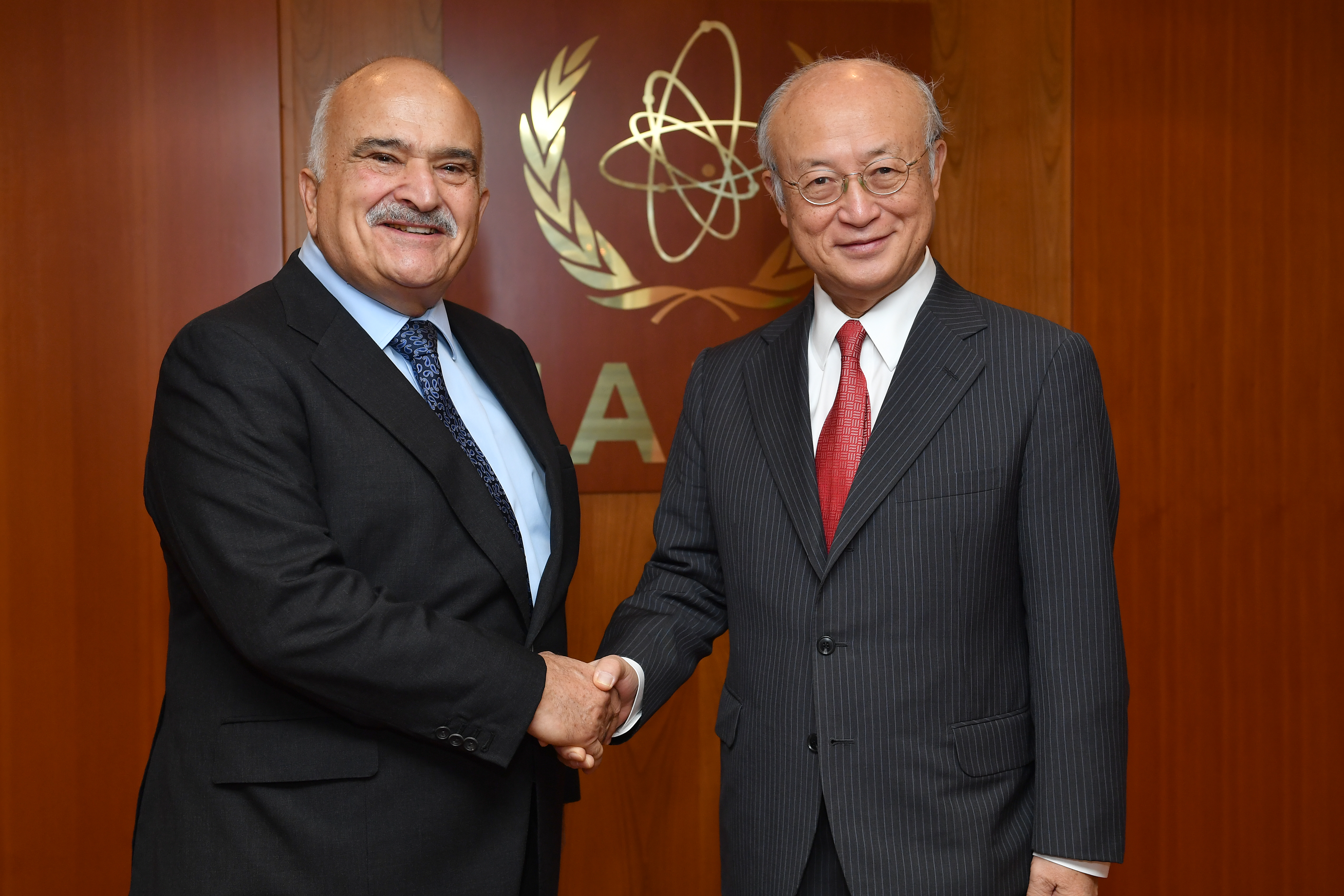
Hassan di Giordania con Yukiya Amano all'Agenzia internazionale per l'energia atomica nel 2017

Nel settore ambientale è stato attivo con la Trans-Mediterranean Renewable Energy Cooperation e con il Badia Research and Development Program, un programma di ricerca giordano che collabora con la Royal Geographical Society.

#### Dialogo interreligioso e interculturale

Il principe Hassan bin Talal alla XIII Conferenza Internazionale "Culture of the Difference in Eurasia: Azerbaijan - Past and Present in the Dialogue of Civilizations" nel 2006

In ambito religioso ha creato nel tempo una rete di consultazioni costituita dal Centro Ortodosso del Patriarcato Ecumenico di Pregny-Chambésy, dal Dicastero per il dialogo interreligioso della Curia romana e dalla Fondazione Interreligiosa del Regno Unito sotto il patrocinio della St. George's House di Windsor.
Nel 1994 istituì in Giordania il Royal Institute for Inter-Religious Studies e nel 1999 fu membro fondatore, poi presidente, della Fondazione per la Ricerca e il Dialogo Interreligioso e Interculturale di Ginevra. Nel novembre del 1999 e nel 2006 ricoprì il ruolo di moderatore alla settima e ottava Assemblea della Conferenza Mondiale delle Religioni per la Pace (WCRP), a seguito della quale fu nominato presidente emerito. Nel 2002 istituì con il medico turco İhsan Doğramacı l'International Cultures Foundation, da cui nacque nel 2004 il Parlamento delle Culture.
Dal 2001 al 2006 è stato membro onorario della Commissione Mondiale dell'UNESCO per la Cultura e lo Sviluppo e membro del CdA del South Center del Comitato Consultivo Interreligioso Internazionale della stessa organizzazione. Nel 2003 entrò come esperto regionale nel gruppo degli Independent Eminent Experts, creato dal Segretario generale delle Nazioni Unite Kofi Annan per attuare la Dichiarazione e Programma di Azione della Conferenza Mondiale contro il Razzismo, la Discriminazione Razziale, la Xenofobia e l'Intolleranza del 2001. Sempre nel 2003, lanciò con John Marks, fondatore di Search for Common Ground (SFCG), l'iniziativa Partners in Humanity, volta a rendere migliore il dialogo tra il mondo islamico e il mondo occidentale.
Nel 2014, durante un incontro in Città del Vaticano con papa Francesco, il principe Hassan presentò il "Template of Hope", un documento che illustra cinque elementi su cui le comunità religiose e politiche dovrebbero agire, in sintonia con l'Agenda di sviluppo post 2015, affinché la dignità umana si evolva in contemporanea allo sviluppo globale.

### Interessi personali

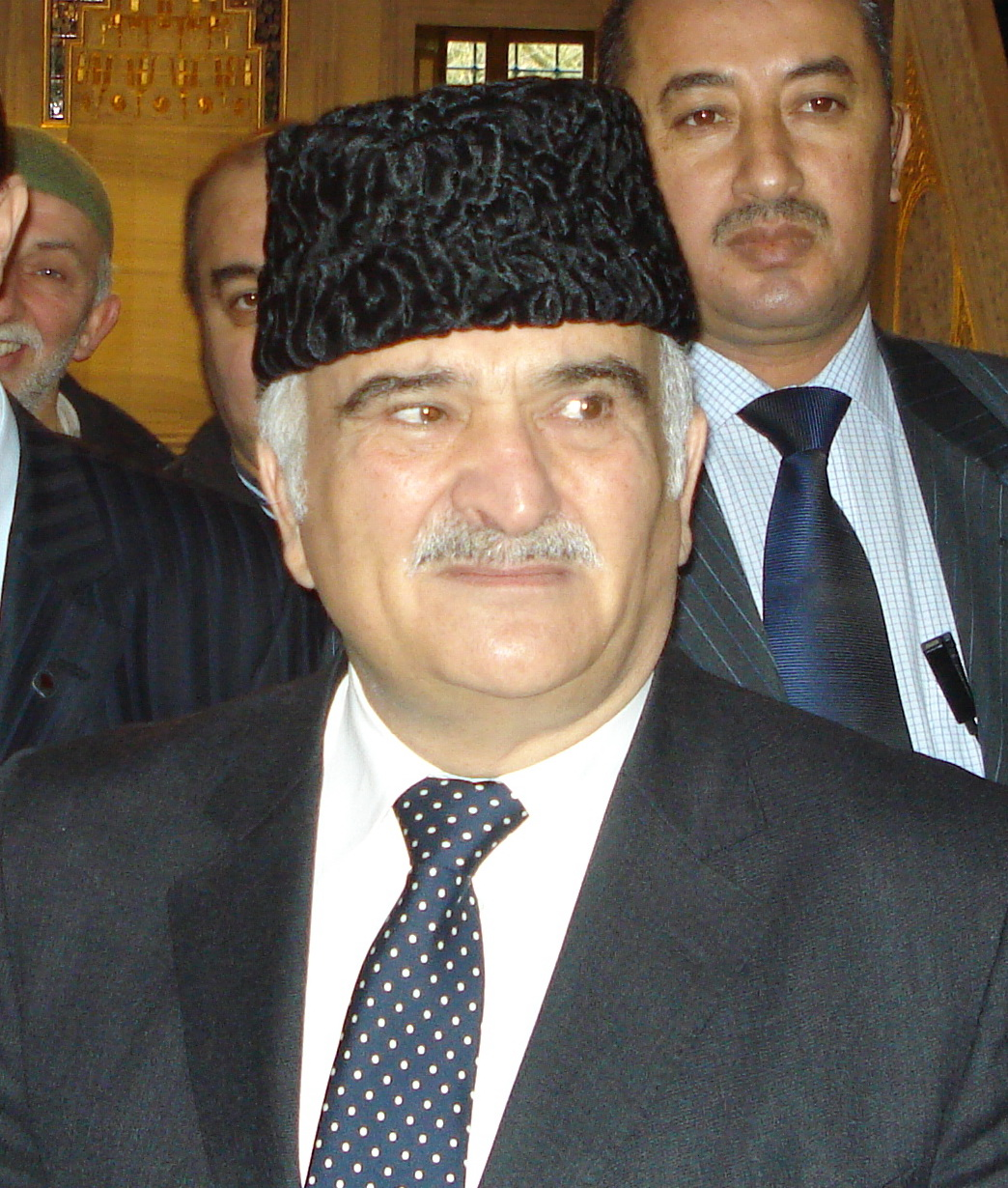
Hassan a Berlino nel 2008

In Giordania è stato attivo nella promozione di tre sport a livello internazionale, in qualità di presidente della Federazione per le Arti Marziali, il Polo e lo Squash. Detiene l'ottavo dan nel taekwondo ed è capitano del Royal Jordanian Polo Team.
È appassionato di alpinismo, immersioni, escursioni, nuoto, sci, sci nautico, paracadutismo e possiede la qualifica di pilota di elicotteri. Altri suoi interessi includono il cinema, il flamenco, la lettura e la musica latinoamericana.

## Opere
- (EN) A Study on Jerusalem, 1979.[15]
- (EN, AR) Palestinian Self-Determination, 1981.[15]
- (EN, AR) Search for Peace, 1984.[15]
- (EN, AR, FR, EL, ES, RU, DE, SV) Christianity in the Arab World, 1994.[15]
- (IT, FR, ES) Essere Musulmano, con Alain Elkann, 2001.[15]
  - (EN) To Be A Muslim, 2003.[15]
  - (AR) 'An takun musliman, 2010.[15]
- (EN) Continuity, Innovation and Change: Selected Essays, 2001.[15]
- (AR) Q and A: Contemporary Issues, 2003.[15]
- (AR) In Memory of Faisal I: The Iraqi Question, 2003.[15]
- (AR) El Hassan bin Talal Collected Works: Volume One, 2007.[15]
- Camminare insieme, con Alain Elkann, Carlo Maria Martini, Elio Toaff, 2015.[25]

## Discendenza
Hassan bin Talal e Sarvath Ikramullah hanno tre figlie, un figlio e nove nipoti:
- Principessa Rahma (Amman, 13 agosto 1969), ha sposato Alaa Batayneh (Amman, 1969) con cui ha due figli:
  - Aysha Batayneh (Amman, 2 gennaio 2002);
  - Aref Batayneh (Amman, 15 febbraio 2006).
- Principessa Sumaya (1971), ha avuto quattro figli con Nasser Judeh (1961), da cui ha divorziato;[26]
- Principessa Badiya (23 marzo 1974), ha sposato Khaled Edward Blair (Londra, febbraio 1975) con cui ha un figlio:[27]
  - Ali Blair.
- Principe Rashid (Amman, 20 maggio 1979), ha sposato Zeina Shaban (Amman, 12 maggio 1988) con cui ha due figli:
  - Principe Hassan bin Rashid (Amman, 1⁰ dicembre 2013);
  - Principe Talal bin Rashid (febbraio 2016).[28]

## Titoli e trattamento
- 20 aprile 1947 - 1⁰ aprile 1965: Sua Altezza Reale, il principe Hassan di Giordania
- 1⁰ aprile 1965 - 24 gennaio 1999: Sua Altezza Reale, il principe ereditario di Giordania
- 24 gennaio 1999 - attuale: Sua Altezza Reale, il principe Hassan di Giordania

## Ascendenza
|                          |              |                                 | Genitori                        |  |  | Nonni |  |  | Bisnonni          |  |  | Trisnonni              |  |
|                          |              |                                 |                                 |  |  |       |  |  | al-Husayn ibn Ali |  |  | Ali Pasha bin Muhammad |  |
|                          |              |                                 |                                 |  |  |       |  |  | al-Husayn ibn Ali |  |  | Ali Pasha bin Muhammad |  |
|                          |              | Salha bint Gharam al-Shahar     |                                 |  |  |       |  |  | al-Husayn ibn Ali |  |  |                        |  |
| Abd Allah I di Giordania |              |                                 |                                 |  |  |       |  |  | al-Husayn ibn Ali |  |  |                        |  |
|                          |              | Abdiyya bint Abd Allah          | Abdullah Kamil Pasha            |  |  |       |  |  |                   |  |  |                        |  |
|                          |              | Abdiyya bint Abd Allah          | Abdullah Kamil Pasha            |  |  |       |  |  |                   |  |  |                        |  |
|                          |              | Abdiyya bint Abd Allah          | ...                             |  |  |       |  |  |                   |  |  |                        |  |
| Talal di Giordania       |              | Abdiyya bint Abd Allah          |                                 |  |  |       |  |  |                   |  |  |                        |  |
|                          |              | Nasser Pasha                    | Ali bin Mohammed bin Abdul Moin |  |  |       |  |  |                   |  |  |                        |  |
|                          |              | Nasser Pasha                    | Ali bin Mohammed bin Abdul Moin |  |  |       |  |  |                   |  |  |                        |  |
|                          |              | Nasser Pasha                    | ...                             |  |  |       |  |  |                   |  |  |                        |  |
| Musbah bint Nasser       |              | Nasser Pasha                    |                                 |  |  |       |  |  |                   |  |  |                        |  |
|                          |              | Dilber Khanum                   | ...                             |  |  |       |  |  |                   |  |  |                        |  |
|                          |              | Dilber Khanum                   | ...                             |  |  |       |  |  |                   |  |  |                        |  |
|                          |              | Dilber Khanum                   | ...                             |  |  |       |  |  |                   |  |  |                        |  |
| Hassan bin Talal         |              | Dilber Khanum                   |                                 |  |  |       |  |  |                   |  |  |                        |  |
|                          | Nasser Pasha | Ali bin Mohammed bin Abdul Moin |                                 |  |  |       |  |  |                   |  |  |                        |  |
|                          | Nasser Pasha | Ali bin Mohammed bin Abdul Moin |                                 |  |  |       |  |  |                   |  |  |                        |  |
|                          | Nasser Pasha | ...                             |                                 |  |  |       |  |  |                   |  |  |                        |  |
| Jamil 'Ali bin           | Nasser Pasha |                                 |                                 |  |  |       |  |  |                   |  |  |                        |  |
|                          |              | Dilber Khanum                   | ...                             |  |  |       |  |  |                   |  |  |                        |  |
|                          |              | Dilber Khanum                   | ...                             |  |  |       |  |  |                   |  |  |                        |  |
|                          |              | Dilber Khanum                   | ...                             |  |  |       |  |  |                   |  |  |                        |  |
| Zein al-Sharaf Talal     |              | Dilber Khanum                   |                                 |  |  |       |  |  |                   |  |  |                        |  |
|                          |              | Shakir Pascia                   | ...                             |  |  |       |  |  |                   |  |  |                        |  |
|                          |              | Shakir Pascia                   | ...                             |  |  |       |  |  |                   |  |  |                        |  |
|                          |              | Shakir Pascia                   | ...                             |  |  |       |  |  |                   |  |  |                        |  |
| Wijdan Shakir Pasha      |              | Shakir Pascia                   |                                 |  |  |       |  |  |                   |  |  |                        |  |
|                          |              | ...                             | ...                             |  |  |       |  |  |                   |  |  |                        |  |
|                          |              | ...                             | ...                             |  |  |       |  |  |                   |  |  |                        |  |
|                          |              | ...                             | ...                             |  |  |       |  |  |                   |  |  |                        |  |
|                          |              | ...                             |                                 |  |  |       |  |  |                   |  |  |                        |  |

## Onorificenze

### Altri riconoscimenti[15]
- Abu Bakr Al-Siddique Medal dell'Organization of Arab Red Crescent and Red Cross Societies, settembre 1996;
- 1995 Science and Society Prize in Madrid, 1997;
- Inaugural Gandhi/King/Ikeda Community Builders Medal and Torch of Nonviolence, Martin Luther King, Jr. International Chapel, aprile 2001;
- Distinguished Foreign Visitor Award, John F. Kennedy Library, aprile 2002;
- 2003 Rabbi Marc H. Tanenbaum Award for the Advancement of Inter-religious Understanding, giugno 2003;
- Abraham Fund Pioneer of Co-existence Award, gennaio 2004;
- 2005 Eternal Flame Award, Annual Scholars' Conference of the U.S.;
- Ambasciatore dell'Organizzazione islamica per l'educazione, le scienze e la cultura, 13 febbraio 2006;
- Berlin Peace Clock Award, 2006;
«In riconoscimento del contributo esemplare al superamento delle divisioni umane, sulla base della Dichiarazione universale dei diritti umani.»
- Medaglia commemorativa per il 60⁰ anniversario dell'adozione della Costituzione dell'UNESCO, Palazzo Jusupov, maggio 2007;
- 2008 Abraham Geiger Award for Peace, Berlino, marzo 2008;
- Calgary Peace Prize for 2007, aprile 2008;
- Niwano Peace Prize 2008, maggio 2008;[37]
- Associato estero dell'Académie des sciences morales et politiques dell'Institut de France, giugno 2008;[6]
- Peace Prize della Città di Augusta, ottobre 2008;
- Markgräfin-Wilhelmine-Prize, Bayreuth, novembre 2010.